# Бад Швалбах
Бад Швалбах (на немски: Bad Schwalbach) е град в Германия, провинция Хесен, административен център на окръг Рейнгау Таунус Крайс.
Основан е през 1352 г. Балнеологичен курорт. Разположен е на 20 км северозападно от провинциалния център Висбаден, до който може да се пътува по шосе и жп линия. Население 11 047 към 31 декември 2004 г.